# Eucanthus felschei
Eucanthus felschei is een keversoort uit de familie cognackevers (Bolboceratidae). De wetenschappelijke naam van de soort werd in 1910 gepubliceerd door Antoine Boucomont.